# Helmut Altner (Biologe)
Helmut Altner (* 27. Juli 1934 in Breslau) ist ein deutscher Biologe, emeritierter Professor für Zoologie, Wissenschaftsmanager und ehemaliger Hochschulrektor.

## Leben
Altner, Sohn eines Chemikers, wuchs in Opladen auf. Er hatte zwei Brüder. Günter Altner war ebenfalls Biologe, zudem Theologe, sein jüngerer Bruder ist Landschaftsarchitekt. Altner studierte nach dem Abitur 1954, gefördert von der Studienstiftung des deutschen Volkes (SddV), Biologie, Chemie und Geografie an der Ludwig-Maximilians-Universität München (LMU). 1959 absolvierte er dort das Staatsexamen und promovierte 1961 im Fach Zoologie mit einer Arbeit über den Geruchssinn der Amphibien. Er war ein Schüler von Hansjochem Autrum.
1962 war er als Stipendiat der Deutschen Forschungsgemeinschaft am Max-Planck-Institut für Hirnforschung in Frankfurt am Main tätig. Von 1963 bis 1968 war er Assistent am Zoologischen Institut der LMU. 1967 habilitierte er im Fach Zoologie. 1968 wurde er auf den neu geschaffenen Lehrstuhl für Zoologie an der Universität Regensburg berufen.
Von 1976 bis 1979 war Altner Präsident des Verbandes Deutscher Biologen und biowissenschaftlicher Fachgesellschaften (vdbiol). Seit 1980 ist er Mitglied des Wissenschaftsrates und als Wissenschaftsmanager mit den Schwerpunktgebieten Funktionelle Morphologie von Sinnesorganen, Thermo- und Hygrorezeption tätig. 1989 wurde ihm die Leitung des Helmholtz-Zentrums München angeboten, er entschied sich für die Stelle als Rektor der Universität Regensburg, die er rund zwölf Jahre leitete.
Von 1993 bis 2003 saß er als Präsident der Studienstiftung des Deutschen Volkes vor. 1994 gründete er die Universitätsstiftung „Pro Arte“ zur Förderung der schönen Künste an der Regensburger Universität. Inspiriert dazu hatte ihn der Regensburger Immobilienunternehmer und Universitätsstiftungsgründer Johann Vielberth. 2002 gehörte er zu den vier Gründervätern des Elitenetzwerks Bayern. Den Vorsitz gab er 2014 ab. 2004 war er Gründungsmitglied der Stiftung „Die besten Köpfe für die Universität Regensburg“. 2006 wurde er von Staatsminister Thomas Goppel für drei Jahre in den neu eingerichteten Beirat für das bayerische Eliteförderungsgesetz (BayEFG) berufen.
Altner ist seit 1971 verheiratet mit der promovierten Biologin Iris Altner. Beide sind Mäzene des Museums Fünf Kontinente.

## Auszeichnungen
- Ehrenmitgliedschaft der Freunde der Universität Regensburg[8]
- Bruckmandl, verliehen vom Verein ehemaliger Studenten der Uni Regensburg (ESdUR)[1]
- 1990: Verdienstorden des Landes Baden-Württemberg[9]
- 1996: Albertus-Magnus-Medaille
- 1998: Verdienstkreuz 1. Klasse des Verdienstordens der Bundesrepublik Deutschland
- 2001: Silberne Bürgermedaille der Stadt Regensburg
- 2003: Großes Verdienstkreuz des Verdienstordens der Bundesrepublik Deutschland
- 2003: Daidalos-Medaille, Studienstiftung des Deutschen Volkes[10]
- 2004: Pro meritis scientiae et litterarum
- 2006: Ehrenmitgliedschaft des Stiftungsrates der Regensburger Universitätsstiftung und der Universitätsstiftung Hans Vielberth[6]